# Шайтанка (приток Лобвы)
Шайтанка — река в России, протекает по Новолялинскому району Свердловской области. Устье реки находится в 115 км по левому берегу реки Лобва. Длина реки составляет 12 км.

## Данные водного реестра
По данным государственного водного реестра России относится к Иртышскому бассейновому округу, водохозяйственный участок реки — Тавда от истока и до устья, без реки Сосьва от истока до водомерного поста у деревни Морозково, речной подбассейн реки — Тобол. Речной бассейн реки — Иртыш.
Код объекта в государственном водном реестре — 14010502512111200011062.